# فينيتسكي حوتوري
فينيتسكي حوتوري (Вінницькі Хутори) هي قرية في منطقة فينيتسا في محافظة فينيتسا في أوكرانيا.
يبلغ عدد سكانها حوالي 6770 نسمة.